# Llista Àrab Unida
La Llista Àrab Unida (àrab: القائمة العربية الموحدة, al-Qāʾima al-ʿArabiyya al-Muwaḥḥida; hebreu: רשימה ערבית מאוחדת, HaReshima HaAravit HaMe'uhedet‎), coneguda a Israel com Ra'am pel seu acrònim en hebreu (hebreu: רע"ם‎), és un partit polític israelià, que vol representar la comunitat dels àrabs israelians i és la branca política de la facció sud del Moviment Islàmic d'Israel.
Entre 2015 i 2020 formà part, en tres de les quatre eleccions legislatives que hi hagué en aquell període, de la coalició de partits àrabs Llista Conjunta.

## Història
El partit es va establir abans de les eleccions de 1996, sense relació amb la Llista Àrab Unida original que existia a finals dels anys setanta i principis dels vuitanta. S'hi va unir en una aliança electoral el Partit Àrab Democràtic (que tenia dos escons al parlament sortint) i la facció del sud del Moviment Islàmic, liderada pel xeic Abdullah Nimar Darwish. El partit, inicialment, es va presentar com a Mada-Ra'am, sent Mada l'acrònim i el nom comú del Partit Democràtic Àrab. A les eleccions, el partit va aconseguir quatre escons. Durant el mandat de la Kenésset, el Partit Democràtic Àrab es va convertir en una facció dins de la Llista Àrab Unida, i el seu nom va ser eliminat del títol del partit.
Les eleccions de 1999 van veure el partit augmentar el percentatge de vots i aconseguir cinc escons. No obstant això, els desacords interns van fer marxar tres diputats; Muhamad Kanan i Tawfik Khatib van marxar i van establir el Partit Nacional Àrab, mentre que Hashem Mahameed va formar el partit Unitat Nacional - Aliança Nacional Progressista. A les eleccions de 2003, el suport del partit es va reduir en més d'un terç, amb el partit creuant per poc el llindar electoral del 2% i obtenint només dos escons.
Per a les eleccions de 2006, el partit va formar una aliança amb el partit Ta'al d'Ahmad Tibi. L'aliança va aconseguir quatre escons, tres dels quals van ser ocupats per la Llista Àrab Unida. L'aliança dels partits es va mantenir per a les eleccions de 2009, que inicialment van veure com el Comitè Electoral Central d'Israel va prohibir la participació del partit, però això va ser anul·lat pel Tribunal Suprem d'Israel. A les eleccions, l'aliança va tornar a guanyar quatre escons. Poc abans de les eleccions de 2013, Taleb el-Sana va abandonar el partit per seure al a Kenésset com a membre independent del Partit Àrab Democràtic.
Després que el llindar electoral per obtenir escons a la Kenésset es va elevar del 2% al 3,25%, el partit es va unir amb Hadaix, Balad i Ta'al per formar la Llista Conjunta per a les eleccions de 2015. Per a les eleccions d'abril de 2019, es va presentar a una llista amb Balad. El partit es va tornar a presentar com a part de la Llista Conjunta a les eleccions de 2020.

### Govern de coalició

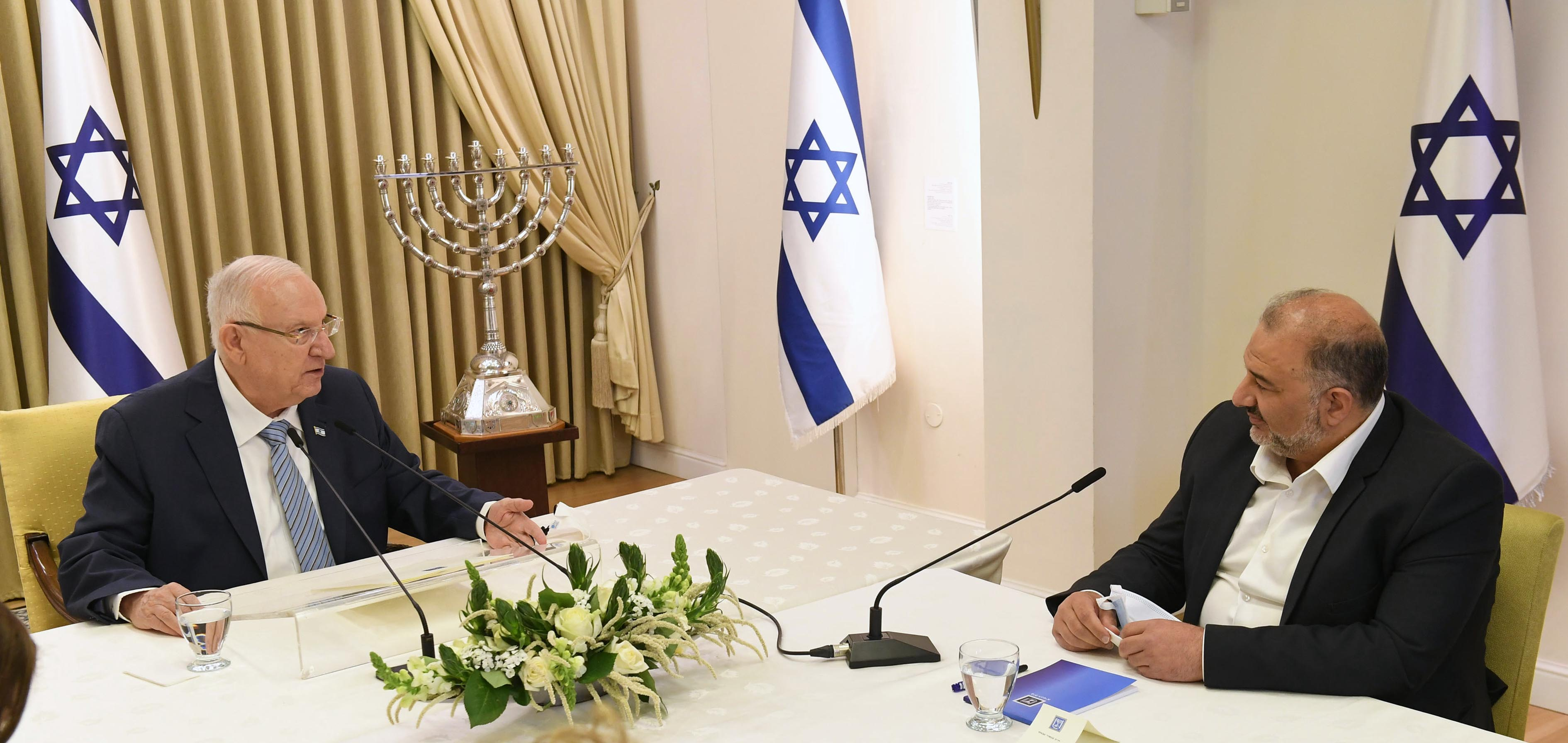
El president d'Israel Reuven Rivlin amb Mansour Abbas, líder de la Llista Àrab Unida, en les consultes posteriors a les eleccions de 2021

A les eleccions de 2021, el partit es va presentar en solitari. El partit, considerat musulmà conservador, demanava que tota la Llista Conjunta votés unida en contra de propostes relacionades amb el col·lectiu LGBT i també volia més llibertat per votar amb la dreta. El líder del partit, Mansour Abbas ha defensat aconseguir aliances amb Netanyahu i partits de la dreta amb la intenció de servir millor a la població àrab. Aconseguiren quatre escons a la Kenésset, i, dins del panorama polític fragmentat d'Israel, aquests escons van donar al partit el paper de creador de reis a l'hora de determinar el proper govern després que Binyamín Netanyahu no en va poder formar un.
El 2 de juny de 2021, el líder del partit Mansour Abbas va signar un acord per formar un govern de coalició amb Yamina, Yeix Atid, Blau i Blanc, Partit Laborista, Yisrael Beiteinu, Nova Esperança i Mérets, la primera vegada que un partit àrab independent es va convertir en membre del govern israelià i la primera vegada en més de 50 anys que un partit àrab va formar part del govern israelià. L'acord incloïa garanties que es gastarien més de 53.000 milions de xéquels per millorar la infraestructura i reduir la delinqüència a les ciutats àrabs, disposicions per protegir les cases construïdes sense permís als pobles àrabs i el reconeixement de les ciutats beduïnes del desert del Nèguev.
El 28 d'octubre de 2021, el gabinet va aprovar un pla per gastar 9.400 milions de dòlars EUA per millorar les oportunitats d'ocupació i els serveis de salut per als àrabs israelians i millorar l'habitatge, la tecnologia i la infraestructura a les zones àrabs; incloïa 1.000 milions de dòlars més per a abordar les elevades taxes de criminalitat a les zones àrabs. En l'escala de finançament dels temes abordats a la comunitat àrab, el pla tenia pocs precedents en la història d'Israel, i Abbas i Ra'am van ser àmpliament acreditats per impulsar el que Abbas va anomenar un "pas històric" endavant per als àrabs israelians. El pla es va signar com a llei quan es va aprovar el pressupost el 4 de novembre.
A instància de la Llista Àrab Unida, el govern de coalició ha reconegut diversos pobles beduïns i ha connectat milers de cases abans il·legals a la xarxa elèctrica.
El 30 de juny de 2022, després de l'agreujament de les diferències entre els partits del govern i de patir algunes desercions que els feren perdre la majoria parlamentària, la Kenésset va aprovar la seva dissolució i convocatòria d'eleccions i, segons els acords de coalició, Yair Lapid fou nomenat Primer ministre d'Israel a partir del dia 1 de juliol.

## Ideologia i suport
Sota la direcció d'Abbas, la Llista Àrab Unida advoca per una implicació política de ple dret en la política interna d'Israel per tal de millorar la qualitat de vida dels àrabs israelians, especialment pel que fa a la delinqüència, les oportunitats d'ocupació, l'habitatge i la infraestructura; es tracta d'una desviació d'altres partits àrabs, que històricament formen part de l'oposició i se centren en el conflicte israelià-palestí més gran.
El partit recolza la solució de dos estats i la creació d'un estat palestí a Cisjordània i la Franja de Gaza, amb Jerusalem Est com a capital.
Els seus votants estan formats majoritàriament per àrabs israelians religiosos o nacionalistes, i gaudeix d'una popularitat particular entre els beduïns del Nègueb: a les eleccions de 2009, el 80% dels residents de les comunitats beduïnes van votar pel partit. El Moviment Islàmic també opera a les ciutats i pobles àrabs pobres, així com als assentaments beduïns, per mobilitzar els votants. La facció del sud del Moviment Islàmic és ara la força dominant del partit, mentre que altres faccions inclouen el Partit Nacional Àrab.
L'òrgan religiós assessor del Moviment Islàmic, conegut com Majlis-ash-Shura (Consell de Shura), ha guiat les votacions del partit al parlament.

## Resultats electorals
| Any        | Líder               | Vots                      | %                         | Escons  | +/– | Govern      |
| ---------- | ------------------- | ------------------------- | ------------------------- | ------- | --- | ----------- |
| 1996       | Abdulmalik Dehamshe | Coalició Ra'am-Mada       | Coalició Ra'am-Mada       | 2 / 120 | –   | Oposició    |
| 1999       | Abdulmalik Dehamshe | Coalició Ra'am-Mada       | Coalició Ra'am-Mada       | 5 / 120 | 1   | Oposició    |
| 2003       | Abdulmalik Dehamshe | Coalició Ra'am-Mada       | Coalició Ra'am-Mada       | 2 / 120 | 3   | Oposició    |
| 2006       | Ibrahim Sarsur      | Coalició Ra'am-Mada-Ta'al | Coalició Ra'am-Mada-Ta'al | 3 / 120 | 1   | Oposició    |
| 2009       | Ibrahim Sarsur      | Coalició Ra'am-Mada-Ta'al | Coalició Ra'am-Mada-Ta'al | 3 / 120 | =   | Oposició    |
| 2013       | Ibrahim Sarsur      | Coalició Ra'am-Ta'al      | Coalició Ra'am-Ta'al      | 3 / 120 | 1   | Oposició    |
| 2015       | Masud Ghnaim        | Dins la Llista Conjunta   | Dins la Llista Conjunta   | 3 / 120 | 1   | Oposició    |
| Abril 2019 | Mansour Abbas       | Coalició Ra'am-Balad      | Coalició Ra'am-Balad      | 2 / 120 | 1   | Anticipades |
| Set. 2019  | Mansour Abbas       | Dins la Llista Conjunta   | Dins la Llista Conjunta   | 3 / 120 | 1   | Anticipades |
| 2020       | Mansour Abbas       | Dins la Llista Conjunta   | Dins la Llista Conjunta   | 4 / 120 | 1   | Oposició    |
| 2021       | Mansour Abbas       | 167.064                   | 3,79                      | 4 / 120 | =   | Coalició    |
| 2022       | Mansour Abbas       | 193.995                   | 4,07                      | 5 / 120 | 1   | Oposició    |